# لواحق الإبصار
لواحق الإبصار هي لواحق العين، وتتضمن الحاجب والجفون والجهاز الدمعي. يُعرف أحد المصادر الملحقات العينية (بالإنجليزية: Ocular adnexa)‏ على أنهَ محجر العين والملتحمة والجفون.